# 眠れぬ夜のために
『眠れぬ夜のために』（ねむれぬよるのために、Into The Night）はジョン・ランディス監督の1985年製作のアメリカ映画。行きずりの女を助けたばかりに国際的陰謀に巻き込まれる不眠症の男の冒険を描いたサスペンス・コメディである。

## キャスト
※括弧内は日本語吹替
- エド - ジェフ・ゴールドブラム（宮本充）
- ダイアナ - ミシェル・ファイファー（安藤麻吹）
- ジャック - リチャード・ファーンズワース（松岡文雄）
- シャヒーン - イレーネ・パパス（沢田敏子）
- クリスティ - キャスリン・ハロルド（沢海陽子）
- ハーブ - ダン・エイクロイド (大川透)
- コリン・モリス - デヴィッド・ボウイ
- ジョアン - ヴェラ・マイルズ

### カメオ出演
- ジョン・ランディス
- ジャック・アーノルド
- リック・ベイカー
- ポール・バーテル
- デヴィッド・クローネンバーグ
- ジョナサン・デミ
- リチャード・フランクリン
- カール・ゴッドリーブ（英語版）
- エイミー・ヘッカーリング
- ジム・ヘンソン
- コリン・ヒギンズ
- ローレンス・カスダン
- ジョナサン・リン
- ポール・マザースキー
- カール・パーキンス
- ダニエル・ペトリー（英語版）
- ディディ・ファイファー
- ウォルド・ソルト
- ドン・シーゲル
- ジェイク・スタインフェルド（英語版）
- ロジェ・ヴァディム
- ルー・マリーニ（英語版）